# Skaningowy mikroskop pola bliskiego
Skaningowy mikroskop pola bliskiego, mikroskop optyczny pola bliskiego, skaningowy mikroskop optyczny bliskiego zasięgu (z ang. NSOM – Near-field Scanning Optical Microscope lub SNOM) – mikroskop, w którym sondą skanującą jest stożek świetlny. Wiązka światła widzialnego padająca na próbkę odbija się od powierzchni lub przechodzi, trafiając do detektora. Jej intensywność bada się we wszystkich możliwych punktach, co daje obraz obiektu.
Rozdzielczość tak uzyskiwanego obrazu dochodzi 15 nm, jednakże odległości sonda-próbka nie mogą przekraczać 5 nm.